# Nghệ thuật hiện đại

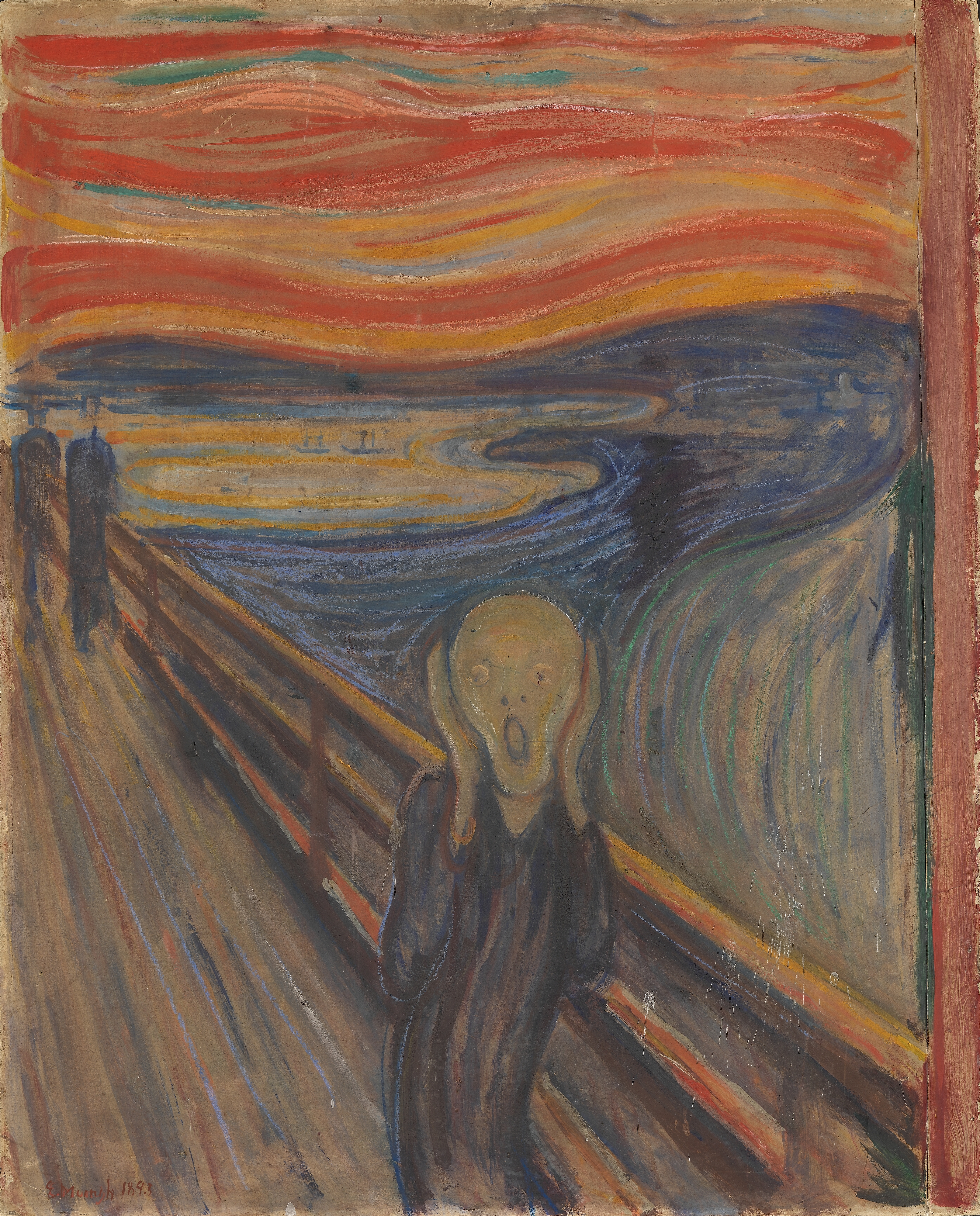
Bức Tiếng thét của Edvard Munch, 1893

Nghệ thuật hiện đại (tiếng Anh: modern art) bao hàm các tác phẩm nghệ thuật được sáng tác trong giai đoạn khoảng từ thập niên 1860 đến thập niên 1970, biểu thị các phong cách và triết lý của nghệ thuật thời kỳ đó. Nghệ thuật hiện đại gạt sang một bên các truyền thống quá khứ với một tinh thần thể nghiệm. Các nghệ sĩ hiện đại thể nghiệm với những cách nhìn mới và với những ý tưởng mới về bản chất vật liệu và các chức năng của nghệ thuật. Nghệ thuật hiện đại có xu hướng xa rời tính tự sự (vốn dĩ là đặc trưng của nền nghệ thuật truyền thống) để hướng tới tính trừu tượng. Tác phẩm nghệ thuật ra đời trong các năm gần đây thường được gọi là nghệ thuật đương đại hoặc nghệ thuật hậu hiện đại.
Nghệ thuật hiện đại bắt đầu với di sản hội họa của nhiều họa sĩ như Vincent van Gogh, Paul Cézanne, Paul Gauguin, Georges Seurat và Henri de Toulouse-Lautrec, tất cả mang tầm vóc quan trọng ảnh hưởng đến sự phát triển của nghệ thuật hiện đại. Vào đầu thế kỷ 20, Henri Matisse và một số nghệ sĩ trẻ khác bao gồm các nghệ sĩ tiền lập thể như Georges Braque, André Derain, Raoul Dufy, Jean Metzinger và Maurice de Vlaminck đã cách mạng hóa thế giới nghệ thuật Paris với phong cách vẽ tranh phong cảnh "hoang dã", đa sắc màu, mang tính biểu cảm, cùng với những bức tranh thuộc trường phái dã thú. Hai phiên bản bức tranh Vũ điệu của Matisse không những là điểm mấu chốt trong sự nghiệp của ông mà còn là điểm mốc quan trọng trong sự phát triển của hội họa hiện đại. Bức họa này phản ánh niềm đam mê bất tận của Matisse với nghệ thuật nguyên thủy: màu sắc ấm áp mãnh liệt của các nhân vật trên nền màu xanh lục mát mẻ cộng với sự nối tiếp nhịp nhàng của những điệu nhảy khỏa thân đã truyền tải cảm giác về sự giải phóng cảm xúc và chủ nghĩa khoái lạc.
Pablo Picasso ban đầu chịu ảnh hưởng của Toulouse-Lautrec, Gauguin và các nhà đổi mới cuối thế kỷ 19. Tuy nhiên về sau ông đã sáng tác những bức vẽ lập thể đầu tiên dựa trên ý tưởng của Cézanne, rằng tất cả các mô tả về thiên nhiên đều có thể giản lược thành ba khối rắn: khối lập phương, khối cầu và khối hình nón. Với họa phẩm Les Demoiselles d'Avignon (1907), Picasso đã mang đến một hình ảnh cực kỳ mới mẻ và căn bản, đó là cảnh một nhà thổ sơ khai và thô lậu có năm cô gái bán hoa với những nét vẽ hết sức dữ dội, gợi nhớ đến hình ảnh những chiếc mặt nạ của các bộ lạc châu Phi. Chủ nghĩa lập thể phân tích được Picasso và Georges Braque cùng phối hợp phát triển, được minh họa qua bức Vĩ cầm và nến, Paris, từ khoảng năm 1908 đến 1912. Chủ nghĩa lập thể phân tích là biểu hiện rõ ràng đầu tiên của chủ nghĩa lập thể, tiếp nối là chủ nghĩa lập thể tổng hợp của bởi Braque, Picasso, Fernand Léger, Juan Gris, Albert Gleizes, Marcel Duchamp và một số nghệ sĩ khác vào những năm 1920.
Khái niệm nghệ thuật hiện đại có liên quan mật thiết đến chủ nghĩa hiện đại.